# Limassolla unica
Limassolla unica är en insektsart som beskrevs av Zhang och Xiao 2000. Limassolla unica ingår i släktet Limassolla och familjen dvärgstritar. Inga underarter finns listade i Catalogue of Life.